# Ansgar von Bremen

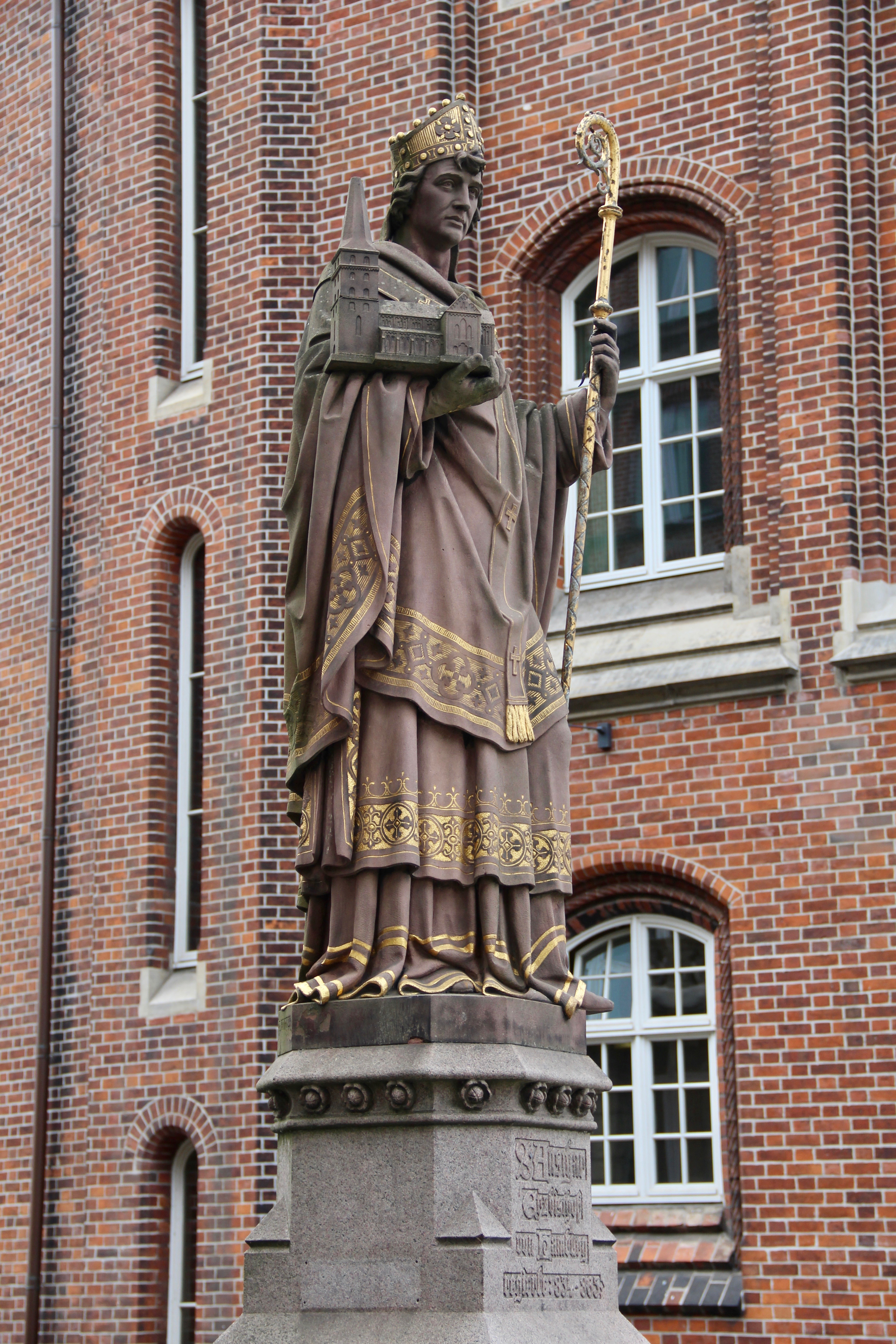
Erzbischof-Ansgar-Statue von Engelbert Peiffer auf der Trostbrücke in Hamburg

Ansgar von Bremen (* 801 in der Picardie; † 3. Februar 865 in Bremen; auch Anskar oder Anschar) war ein Benediktinermönch, galt lange als Erzbischof von Hamburg und Bremen und Missionsbischof für Skandinavien. Die römisch-katholische und die orthodoxe Kirche verehren den „Apostel des Nordens“ als Heiligen, auch die evangelischen und anglikanischen Kirchen erinnern an ihn. Die meisten heute bekannten Daten über Ansgar stammen aus der Hagiographie Vita Anskarii, die von seinem Nachfolger Rimbert verfasst wurde, deren Wahrheitsgehalt aber bis heute in der Forschung umstritten ist.

## Leben

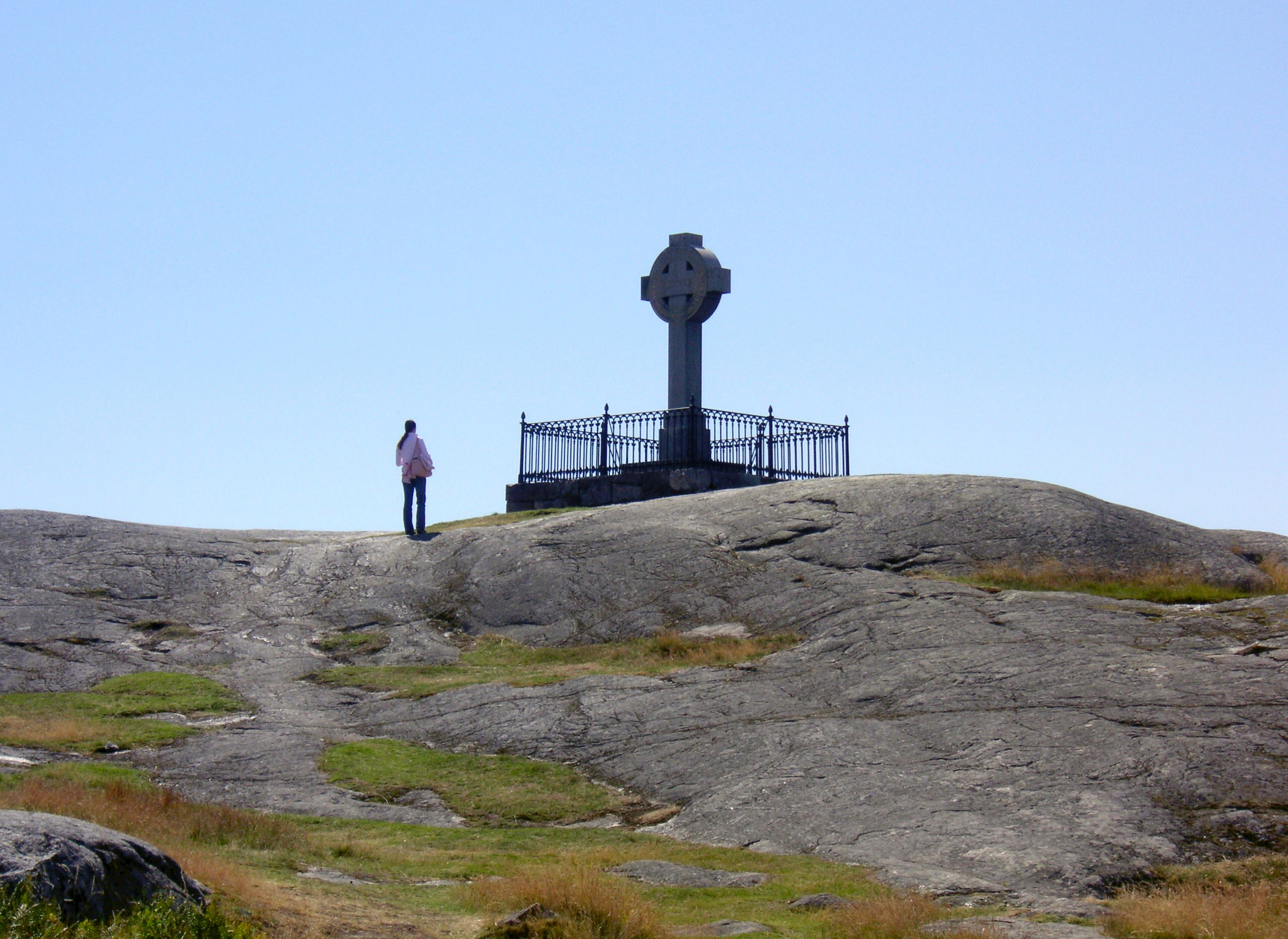
Ansgars Kreuz auf Birka, Sommer 2008

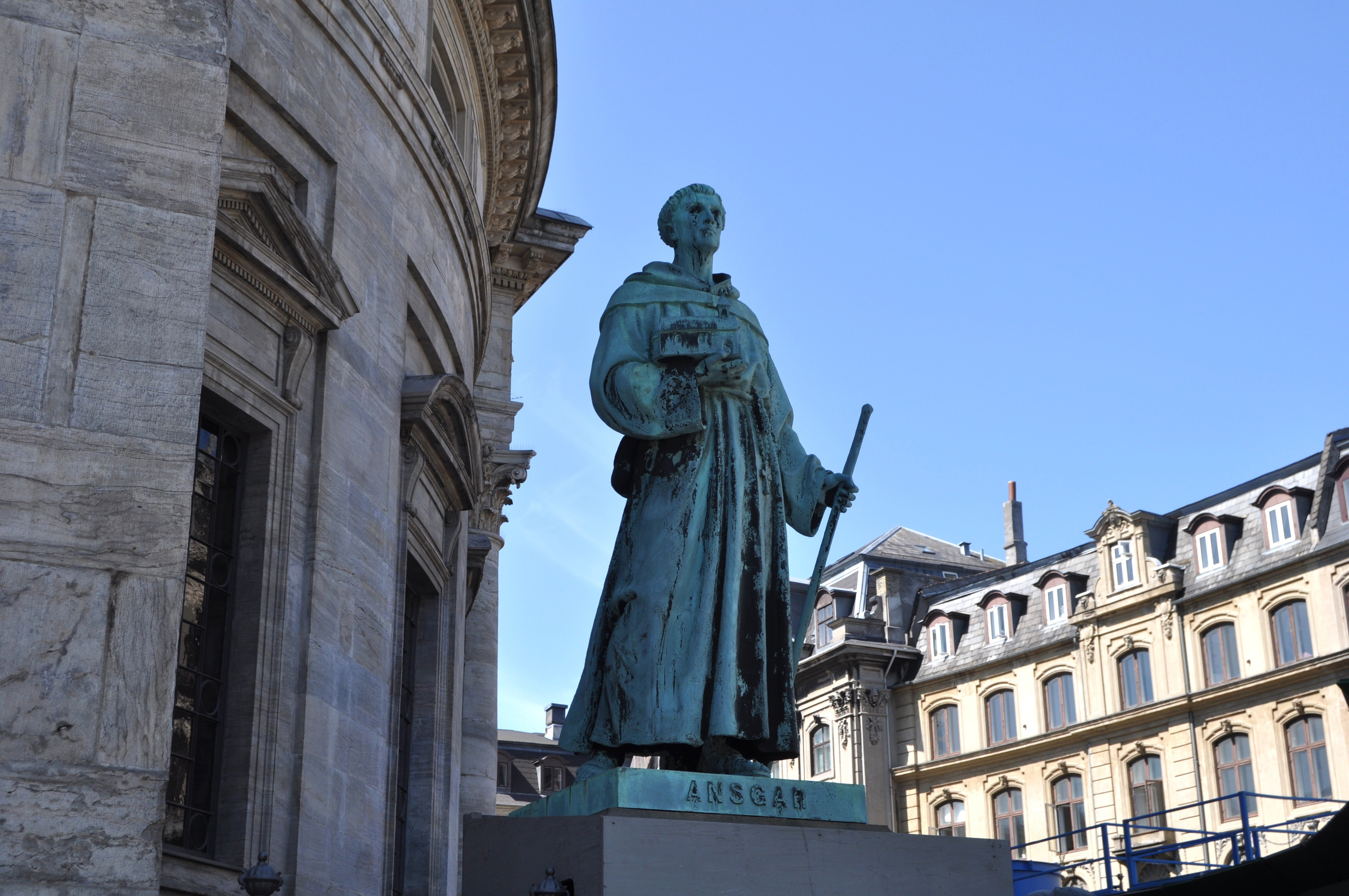
Ansgar-Denkmal in Kopenhagen

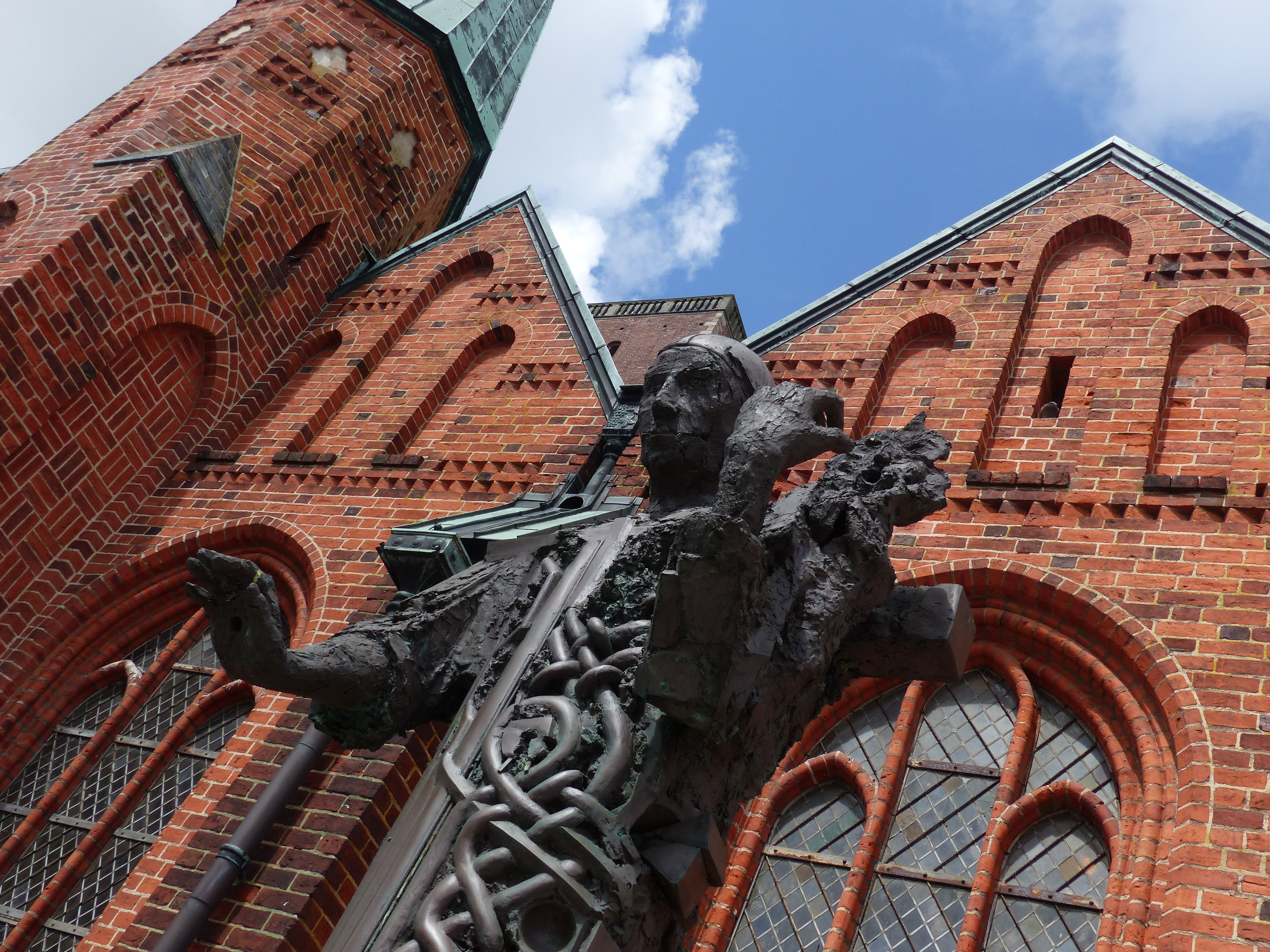
Statue von Ansgar vor dem Dom zu Ribe.

Ansgar entstammte keiner der großen Familien des Fränkischen Reiches, sondern war eher einfacher Herkunft. Im Alter von fünf Jahren wurde er nach dem Tod seiner Mutter durch seinen Vater der Abtei Corbie als Benediktineroblate übergeben. Ab 816 unterrichtete er selbst an der Klosterschule. 822 wurde er als Leiter der Klosterschule ins neu gegründete Kloster Corvey in Westfalen geschickt.
Zeitlebens soll Ansgar von der Erinnerung an eine Vision getragen gewesen sein, die er als etwa Zwanzigjähriger in Corbie gehabt haben will. Damals habe eine Stimme ihn beauftragt: „Gehe hin! Mit der Krone des Martyriums wirst du zu mir zurückkehren“.
826 führte er im Auftrag der Synode von Ingelheim eine Gruppe von Missionaren nach Dänemark. Der in schweren Erbfolgestreit mit den Nachkommen des 810 ermordeten Königs Gudfred verwickelte und im Zuge dessen vertriebene dänische Große Harald Klak hatte sich kurz zuvor mit 400 Anhängern in Mainz taufen lassen, in der Hoffnung, hierdurch bei Kaiser Ludwig dem Frommen Unterstützung für seine Ansprüche in Dänemark zu erhalten. Für die Kirche bot sich damit eine Gelegenheit zur Erneuerung der schon 823 von Ebo von Reims begonnenen nordischen Mission. Ansgar und der ebenfalls aus dem Kloster Corvey stammende Autbert begleiteten Harald beim Zug nach Norden, doch Harald scheiterte und blieb in dem ihm von Kaiser Ludwig dem Frommen verliehenen Lehen im friesischen Rüstringen. Auch wenn die Missionierung Dänemarks damit scheiterte, nutzten Ansgar und Autbert die Zeit in Rüstringen wohl erfolgreich dazu, zu predigen und männliche Jugendliche aus dem dort florierenden Sklavenhandel freizukaufen, um sie christlich zu erziehen und auszubilden. Ansgars Helfer Autbert musste wegen einer schweren Krankheit zurück nach Corvey; dort starb er wohl 829 zur Osterzeit.
Im Sommer 829 wurde Ludwig der Fromme von Gesandten des schwedischen Königs Björn på Håga um Aussendung von Glaubensboten nach Birka, einem bedeutenden Handelsplatz der Wikingerzeit, 27 km westlich von Stockholm im Mälarseegebiet, gebeten, denn sowohl König als auch Volk seien der Annahme des christlichen Glaubens gegenüber aufgeschlossen. Ludwig der Fromme sandte Ansgar und Witmar, einen anderen Mönch aus Corvey, auf Missionsreise. Auf dem Weg nach Birka wurde ihr Schiff von Seeräubern überfallen und sie verloren das Schiff, 40 wertvolle Bücher, welche für die Einrichtung von Gotteshäusern in Schweden gedacht waren, sowie die Geschenke an König Björn. Der Verlust der Geschenke ist dahingehend tragisch, da diese eine zentrale Rolle bei einer Missionierung von oben (sprich: von den Oberen einer Gesellschaft, die dann die Bevölkerung missionieren) spielten, um den Herrscher milde zu stimmen. Nach dem Überfall mussten Ansgar und Witmar den weiten und beschwerlichen Weg nach Birka zu Fuß zurücklegen. In Birka angekommen, wurden sie von König Björn freundlich aufgenommen und erhielten die Erlaubnis zur Missionierung. Zu jenem Zeitpunkt befanden sich auch christliche Sklaven in Birka, die sich über die christlichen Botschafter und deren Predigten freuten. Ein großer Erfolg scheint die Taufe des Ortsvorstehers Hergeir gewesen zu sein, der von Rimbert als ein bis zu seinem Tod treuer Christ beschrieben wird. Hergeir, der hohen Einfluss auf den König hatte, ließ eine Kapelle auf seinem Eigen errichten und dort Gottesdienste abhalten. 831 kehrte Ansgar zurück ins fränkische Reich.
Auf einer Synode, die wahrscheinlich in Diedenhofen abgehalten wurde, wurde angeblich das Erzbistum Hamburg gegründet und mit der Vollmacht ausgestattet, im Norden weitere Bischöfe einzusetzen und Priester einzuberufen. Ansgar soll mit der Leitung dieses Erzbistums beauftragt und von Drogo von Metz zum Bischof geweiht worden sein. In der Folge soll Ansgar von Papst Gregor IV. den Titel Erzbischof und das Pallium erhalten haben und als Päpstlicher Legat für Skandinavien, Dänemark und die Slawen eingesetzt worden sein. Gerade diese Daten zu Ansgars Leben und insbesondere die Gründung des Erzbistums in Hamburg sind heute in der Forschung hochumstritten. Die Errichtung Hamburgs als Erzbistum wurde von Papst Nikolaus I. erst 864 bestätigt, mit der Maßgabe, dass für die Weihe der Nachfolgebischöfe die kaiserliche Kapelle zu sorgen habe. So wurde zwar die Unabhängigkeit von einer fremden Metropolitangewalt betont, aber die Abhängigkeit von der Reichsgewalt eingeleitet. In die Hammaburg zurückgekehrt, gründete Ansgar mit Hilfe Ludwigs des Frommen eine Schule und ein Kloster und ließ eine dreischiffige, hölzerne Marienkirche errichten.
843, unter der ersten Reichsteilung des fränkischen Reichs durch den Vertrag von Verdun, entzog Karl der Kahle Ansgar die Einnahmen des nun in Karls Reich gelegenen Klosters in Torhout, welche sein Vater Ludwig der Fromme Ansgar zuvor für die Finanzierung der Nordmission überlassen hatte. Wikinger plünderten 845 Hammaburg, das sich inzwischen zu einer kleinen Stadt entwickelt hatte. Ansgar konnte mit einer von ihm geretteten Reliquie fliehen. Seine Bibliothek und viele wichtige Schriften verlor er allerdings. Ansgar verlegte seinen Bischofssitz nach Bremen und wurde von Ludwig dem Deutschen zum Bischof von Bremen ernannt. Dort errichtete er Spitäler, kaufte Gefangene frei und setzte sich für die Abschaffung des Sklavenhandels ein. Bald nach der Weihe Ansgars wurde Gauzbert, ein Verwandter des Reimser Erzbischofs Ebo, von Ansgar, Ebo und einem dritten Bischof zum Missionsbischof geweiht und nach Schweden entsandt. Von dort wurde er 845 durch einen Volksaufstand vertrieben, bei dem Gauzberts Neffe, Nithard, getötet wurde. Er wurde Bischof von Osnabrück, ohne seine Rechte auf Schweden aufzugeben. Seine dortigen Aufgaben wurden von Ansgar vertretungsweise wahrgenommen. Gauzbert selbst nahm seine Rechte nur noch wahr, indem er die Priester für Schweden weihte; er selbst kehrte nicht mehr nach Schweden zurück.
Ansgar ging derweilen 852 als Gesandter Ludwig des Deutschen nach Dänemark, welches von König Horich I. repräsentiert wurde. Dieser ließ die christliche Predigt bei den Dänen zu und erlaubte Ansgar eine Kirche in Schleswig-Haithabu zu errichten. Rimbert verdeutlichte in seiner Vita Anskarii, dass König Horich I. erkannt habe, dass eine Zulassung des christlichen Kults den Handel und damit die Zolleinnahmen in der wichtigen Handelsstadt Haithabu ansteigen lasse.
Von dort aus kehrte Ansgar im selben Jahr nach Birka in Schweden zurück, weil Bischof Gauzbert sich weigerte. König Horich I. gab Ansgar sein Handzeichen und eine Botschaft für den jetzt amtierenden Schwedenkönig Olaf mit, dass Horich für Ansgar bürge und Olaf Ansgar die Missionsarbeit in Schweden erlauben solle. Angesichts der feindlichen Stimmung in Schweden nach dem Volksaufstand und der Abwanderung vieler der noch verbliebenen Christen in das christliche Dorestad war der Schutz von König Horich I., unter dem Ansgar nun stand, zwar keine Garantie für ein sicheres Gewähren Ansgars, aber eine Erleichterung. Die Bevölkerung von Birka und auch der König seien zu ihrem alten Glauben zurückgekehrt. Ansgar hatte in der Stadt noch Vertraute aufgrund seines vorherigen Aufenthalts. Diese rieten Ansgar jedoch dazu, seine Missionierungspläne zu verwerfen, die Geschenke für König Olaf in Birka zu lassen und selbst zügig wieder abzureisen, weil sie sonst um Ansgars Leben fürchteten. Ansgar, der sich einen Märtyrertod ganz nach dem Vorbild Bonifatius herbeisehnte, lehnte den Rat ab und lud stattdessen König Olaf in seine Herberge ein. Olaf war zwar, ob der Geschenke und des ihm servierten Mahles, aufgeschlossen, wagte es aber im Hinblick auf den Volksaufstand 845 nicht, Ansgar die Erlaubnis zur Missionierung zu erteilen, ohne vorher die Götter durch Los und das Volk durch in zwei Reichsteilen abgehaltene Thingversammlungen zu befragen. Die Losbefragung der Götter fiel positiv für Ansgar aus. Bei der Thingversammlung führten vor allem pragmatische Gründe (mehr Götter = mehr Schutz) dazu, dass der Thing sich für ein Gewähren Ansgars aussprach. König Olaf verlieh Ansgar ein Grundstück, auf dem dieser eine Kapelle errichteten konnte, und Ansgar erwarb ein weiteres Grundstück für eine Wohnstätte für Erimbert, einen weiteren Neffen Gauzberts, den Ansgar als Priester unter dem Schutz König Olafs in Schweden ließ. Ansgar selbst kehrte 854 nach Bremen zurück.
Unter König Horich II., dem Nachfolger von Horich I. entwickelte sich in Dänemark und insbesondere in Haithabu Widerstand gegen das Christentum. Zu jenem Zeitpunkt waren im Vertrautenkreis  Horichs II. keine der von Ansgar reichlich beschenkten Großen mehr zu finden. Graf Hovi von Haithabu verbot die Ausübung des christlichen Glaubens, schloss die Kirchen und vertrieb die Priester. Ansgar reiste, mit Unterstützung des dänischen Grafen Burkhard zum Königshof Horichs II und überzeugte diesen, die Ausübung des Christentums zu erlauben. Daraufhin wurde u. a. in Ribe eine Kirche erbaut.
Von Bremen aus leitete Ansgar in den letzten Lebensjahren weiter das Missionswesen der Nordländer. Seine Erfolge im skandinavischen Raum würden allerdings nur von kurzer Dauer sein. Die Christianisierung Skandinaviens ist Ansgar noch nicht gelungen, weshalb der ihm zugeschriebene Name „Apostel des Nordens“ in der Forschung teilweise als nicht angemessen beurteilt wird. Ansgar vollendete in Bremen eine Steinkirche und gründete drei Klöster. Er erkrankte schwer und starb drei Monate später an seinem Darmleiden.

## Schriften und Titel
Ansgar schrieb eine Biographie Willehads und einen Bericht über die Wunderheilungen am Grab Willehads. und eine Gebetssammlung, die so genannte Pigmenta. Seine eigene Biographie wurde von Rimbert, seinem Nachfolger als Bischof von Bremen, verfasst. Der sagte über ihn: „Er wollte den Blinden Auge, den Lahmen Fuß und den Armen ein wahrer Vater sein.“
Wegen seiner Verdienste um die Ausbreitung des Christentums in Schweden, Dänemark und Schleswig nennt man Ansgar den „Apostel des Nordens“ bzw. „Apostel Skandinaviens“. Bei dieser Missionstätigkeit erlitt Ansgar so viele Rückschläge, dass sein Biograf sein ganzes Leben in dieser Zeit als ein Martyrium deutet, obwohl Ansgar kein gewalttätiges Ende erleiden musste. Wegen seiner vielen Reisen wird er auch als Patron der Reisenden angerufen. Seine Verdienste bestehen auch in seinem Einsatz für Sklaven und die Armen.

## Neuere Forschung
Nachdem schon lange der Status des von Ansgar gegründeten Bistums Hamburg – Sitz eines Missonsbischofs für den Norden oder Erzbistum – diskutiert worden war, herrscht heute ein breiter Konsens, dass die Behauptung, Ansgar sei mit einem Erzbistum betraut worden, nach seinem Tod durch Fälschung der Quellen durchgesetzt wurde. Die Originalfassung der Ansgar-Biographie seines Schülers Rimberts scheint davon noch nichts gewusst zu haben. Die Behauptung war jedoch für Bremen im 10. Jahrhundert eine Gelegenheit, sich aus der Abhängigkeit als Suffraganbistum von Köln zu lösen.
So hat etwa der Historiker Eric Knibbs, der sich der detaillierten Aufarbeitung der historisch nachweisbaren Fakten angenommen und ein neues Bild von der Frühzeit der norddeutschen Kirchengeschichte gezeichnet; er argumentiert, dass Ansgar überhaupt gar kein Erzbistum gegründet haben kann, sondern dass die Idee der Diözese Hamburg-Bremen erst im 10. Jahrhundert entstand. Demzufolge war Ansgar kein Erzbischof, sondern Missionsbischof. E. Knibbs geht sogar so weit zu vertreten, dass Ansgar zunächst einfacher Missionar gewesen sei, dem Papst Nikolaus I. aufgrund von Fälschungen, die Ansgar selbst erstellt und ihm vorgelegt hatte, das Pallium verlieh. Diplomatiker der Universität Bonn behaupten, auf der Grundlage von Richard Drögereits kontroverser Forschung, dass Ansgar gar kein Erzbischof und Hamburg kein Bischofssitz war. Wäre Hamburg schon frühzeitig Bistum gewesen, hätte es die älteren Rechte auf Bremen gehabt.
Dagegen lehnt jedoch Henrik Janson von der Universität Göteborg vehement noch 2014 im Anschluss an die ältere Forschung (Fritz Curschmann, Bernhard Schmeidler, Otto May, Wolfgang Seegrün, Theodor Schieffer), die Fälschungstheorien weitestgehend ab und datiert die Gründung des Erzbistums Hamburgs auf den 15. Mai 834, auf denselben Zeitpunkt, da auch Kaiser Ludwig der Fromme, Janson zufolge, Ansgar zum Erzbischof von Hamburg ernannte. Gegen die Fälschungstheorien sprechen auch die Schlussfolgerungen in Daniel Carlo Pangerls Studie über die Metropolitanverfassung des karolingischen Frankenreiches.

## Nachleben
- Ansgar ist der Patron der historischen Bistümer Bremen und Hamburg und des heutigen Erzbistums Hamburg.
- Reliquien Ansgars, die unter dem Bischof Heinrich Maria Janssen 1982 auf ihre Echtheit geprüft worden waren, wurden bis 2010 im Hildesheimer Dom verehrt. Als Dauerleihgabe wurde die Hildesheimer Ansgarreliquie nunmehr dem Hamburger St.-Marien-Dom übergeben und befindet sich dort im südlichen Seitenschiff neben dem Sakristeieingang. Unter dem Hauptaltar der katholischen Kirche St. Ansgar und St. Bernhard in Hamburg („Kleiner Michel“) befindet sich in einem gläsernen Schrein ein Unterarmreliquiar Ansgars, in dem seit 1865 die Elle Ansgars aufbewahrt wird.
- Die aus dem 13. Jahrhundert stammende St.-Ansgarii-Kirche in Bremen wurde im letzten Krieg schwer beschädigt und in den 1950er Jahren abgerissen. Gleichzeitig wurde die neue Ansgarii-Kirche am Rand der Altstadt eingeweiht.
- 1930 wurde Hamburgs damals jüngste Kirche, „Mutterkirche“ der fünf Kirchen und Gemeinden in Hamburg-Langenhorn, eingeweiht, man gab ihr den Namen Ansgar-Kirche.
- In Hamburg steht die 1946 gegründete Sankt-Ansgar-Schule in Trägerschaft der Katholischen Kirche.
- 1962 wurde der Ansgarweg in Hamburg-Lokstedt nach ihm benannt.[19]
- Eine junge charismatisch-evangelikale Kirche in Deutschland, die Anskar-Kirche, benennt sich nach ihm.
- In Kopenhagen gibt es zugleich eine katholische und eine evangelische Ansgar-Kirche.
- In Aalborg (Dänemark) steht eine Ansgarkirche, in welcher viele sehr alte Modellschiffe aus Holz von der Decke herabhängen.
- In Höxter ist das St.-Ansgar-Krankenhaus nach ihm benannt.
- Wilstedt, ein kleines Dorf in der Nähe von Bremen trägt ihn im Wappen, weil es in seinen Schriften erwähnt wird.
- In Lunestedt wurde die St. Ansgari-Kirche nach ihm benannt.[20]
- In Hage (Ostfriesland) wurde die St. Ansgari-Kirche nach dem Apostel benannt[21]
- Nach Ansgar haben sich auch mehrere VCP-Stämme benannt.[22]
- Der Mondkrater Ansgarius wurde nach ihm benannt.

Kunstwerke
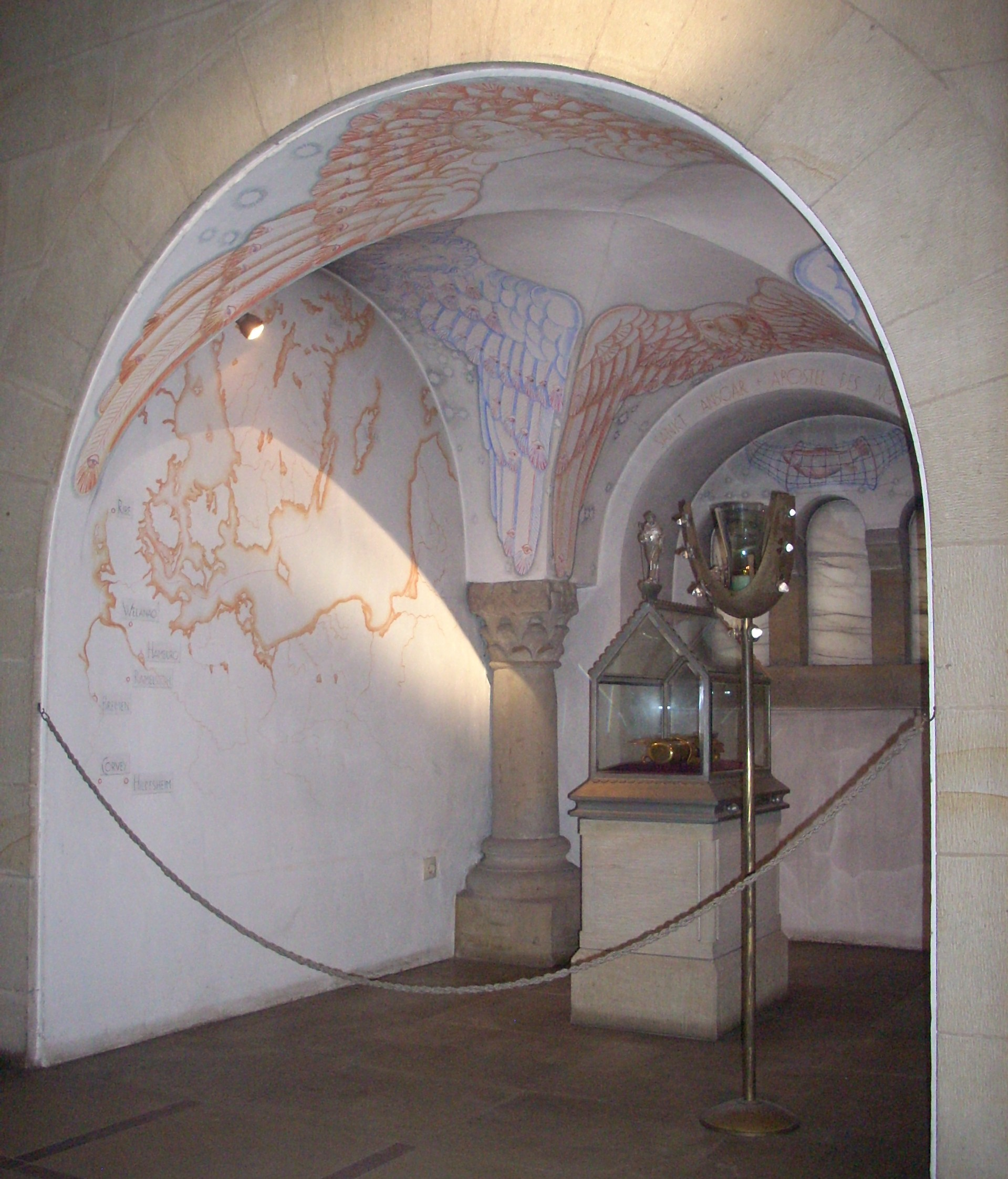
Ansgarkapelle und Reliquiar im Hildesheimer Dom
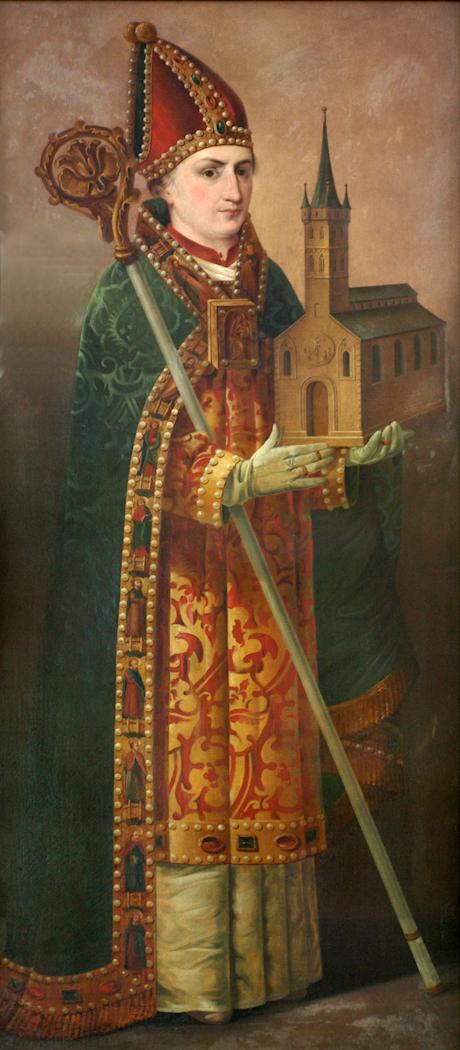
Siegfried Detlev Bendixen (1786–1864): Bischof Ansgar. Gemälde (1823), in der Evangelischen Hauptkirche Sankt Trinitatis in Altona
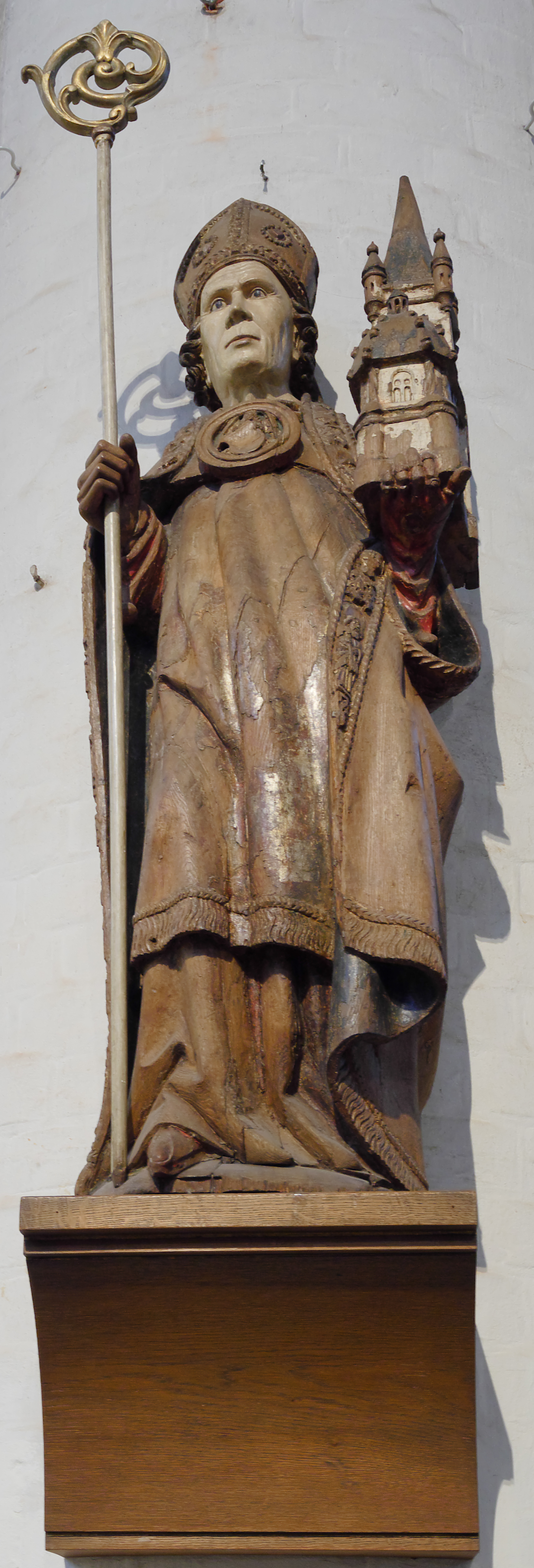
Holzstatue aus der Werkstatt von Bernt Notke (um 1480) in der Hauptkirche Sankt Petri in Hamburg
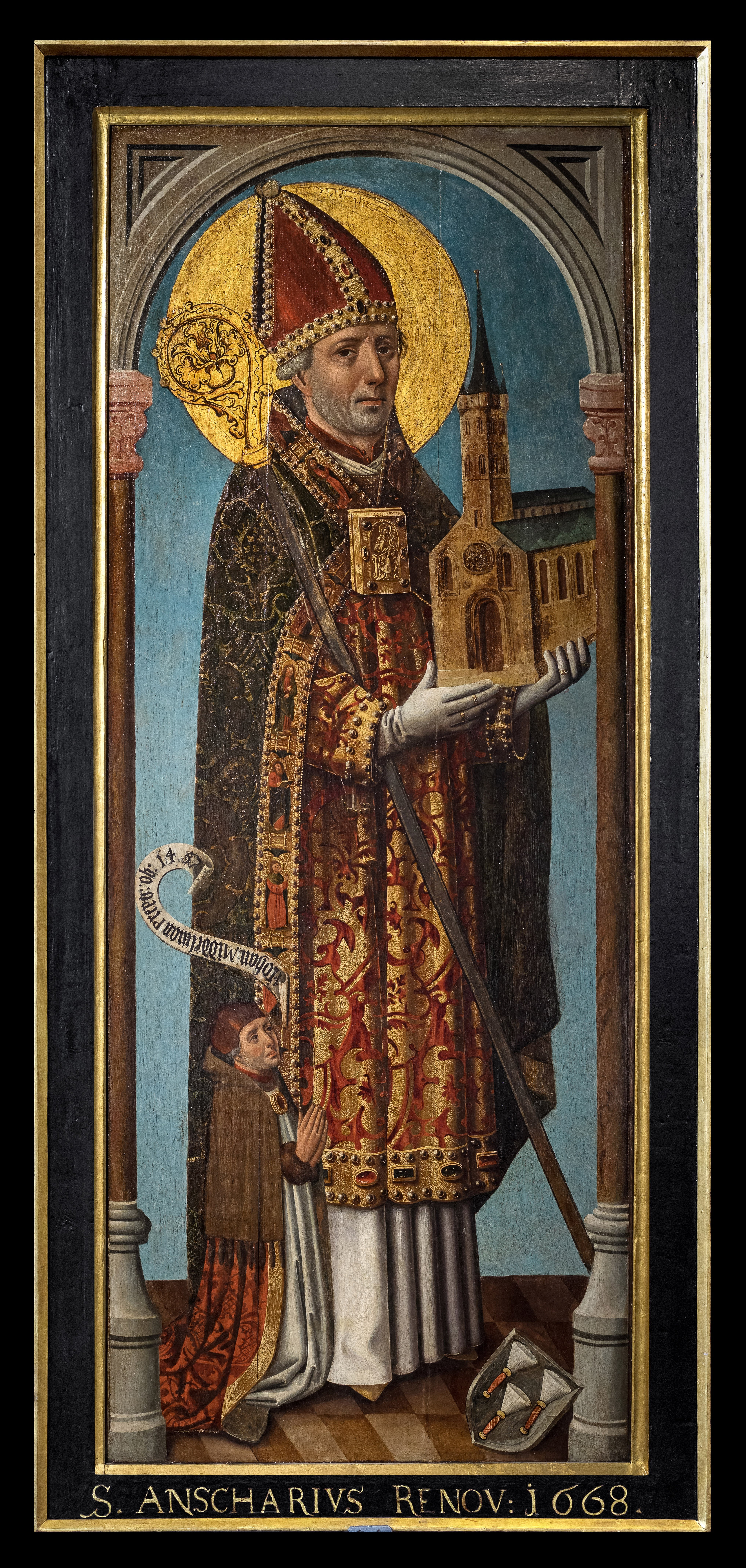
Gemälde von Hans Bornemann (1457) in der Hauptkirche Sankt Petri in Hamburg

## Darstellung
Ansgar wird mit Pelz am Bischofsgewand dargestellt, weil er Apostel des Nordens oder von bekehrten Heiden umgeben ist, oder mit einem Kirchenmodell in der Hand.

## Gedenken
- Katholisch: 3. Februar (Nicht gebotener Gedenktag im Allgemeinen Römischen Kalender)
  - im Erzbistum Hamburg: Hochfest
  - im Bistum Osnabrück: Fest
  - in Bremen: 9. September – Übertragung der Gebeine
- Evangelisch: 3. Februar (Gedenktag im Evangelischen Namenkalender und im Lutheran Worship)
- Anglikanisch: 3. Februar (Gedenktag im Common Worship)[23]
- Orthodox: 3. Februar
- Ökumenisch: 3. Februar Seit 1964 wird jährlich am 3. Februar in Hamburg in der Hauptkirche St. Petri eine ökumenische Vesper zu Ehren des Hl. Ansgar gefeiert, an der viele Menschen (Christen unterschiedlichster Glaubensgemeinschaften, Ritterorden und die Hamburger Bischöfe der römisch-katholischen, evangelisch-lutherischen und verschiedener orthodoxer Kirchen) teilnehmen. Der Veranstalter dieser Vesper ist seit 2010 die Arbeitsgemeinschaft Christlicher Kirchen Hamburg[24].

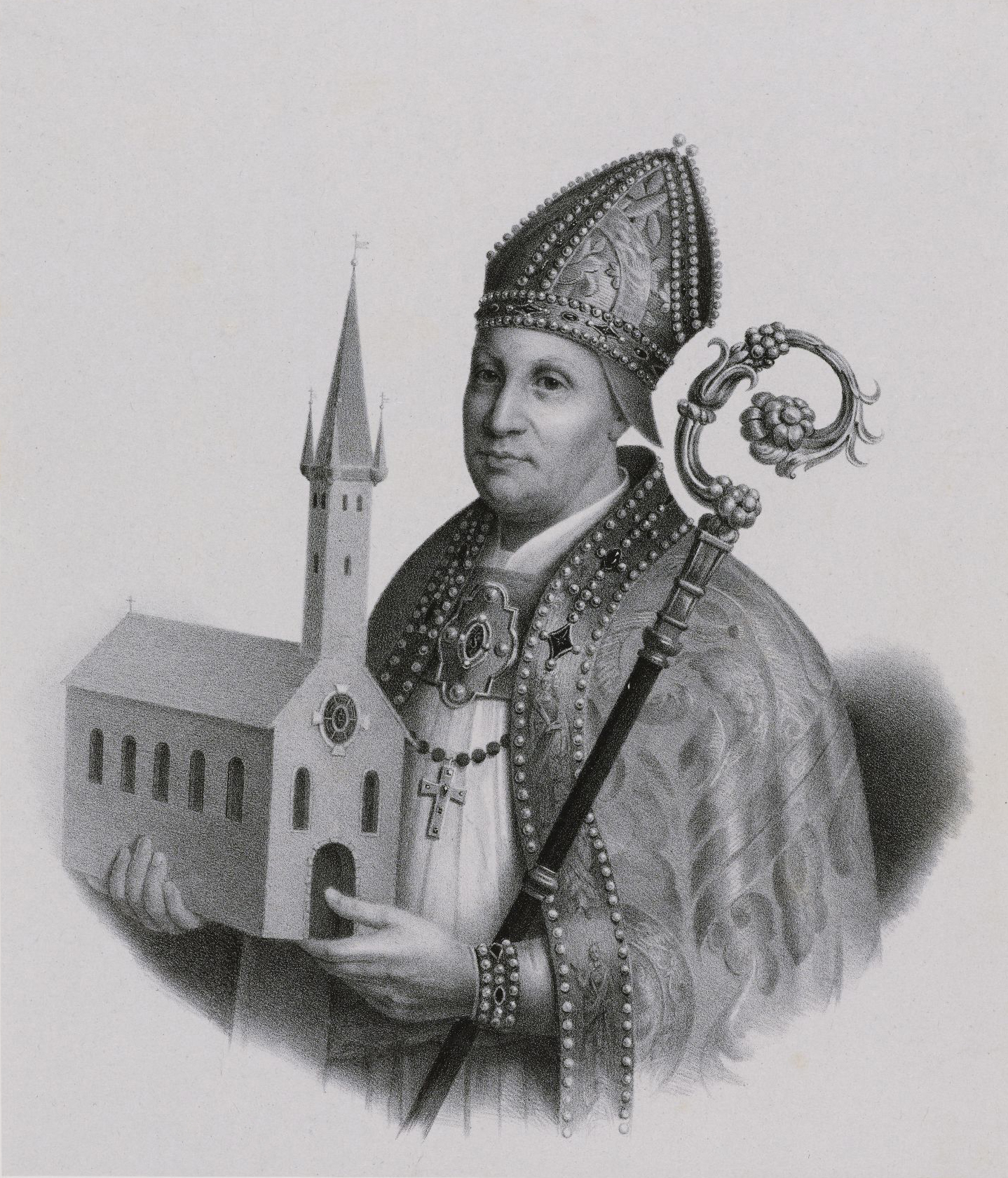
Friedrich Wilhelm Graupenstein (1828–1897): "Bischof Ansgar" Lithographie nach einem Gemälde aus dem früheren Hamburger Dom, heute in St. Petri, Hamburg, ca. 1865